# Nikopol, Ukraina
Nikopol (tiếng Ukraina: Нікополь; tiếng Nga: Ни́кополь; tiếng Hy Lạp: ΝικόπολιςNikopol, Ukraina) là một thành phố Ukraina. Thành phố thuộc tỉnh Dnipropetrovsk ở phía đông của Ukraina. Dân số theo điều tra năm 2010 là 122.873 người. Diện tích là 50 km². Khoảng cách so với tỉnh lỵ là km.